# East Broughton Station
East Broughton Station est une ancienne municipalité de village du Québec qui a été annexée au village d'East Broughton en 1994, dans la MRC des Appalaches et dans la région administrative de la Chaudière-Appalaches. Elle est aujourd'hui un secteur du village d'East Broughton.

## Toponyme
Le nom fait référence au canton de Broughton. Lui-même pourrait faire référence au navigateur William Robert Broughton bien qu'il n'avait alors qu'une trentaine d'années lors de la proclamation du canton, il est plus vraisemblable que Broughton est un nom rappelant un toponyme d'Angleterre, l'Angleterre en comptant une vingtaine. L'ajout du point cardinal devant Broughton est expliqué par le fait que l'ouest du canton, aujourd'hui occupé par la municipalité de Saint-Pierre-de-Broughton, s'appelait alors West Broughton. Par le fait même, il est possible de différencier les deux gares du canton, l'autre étant tout simplement Broughton Station (ou Leeds Station).

## Histoire
Le village d'East Broughton Station, souvent simplifiée en village de La Station pour les locaux à l'instar du village de L'Église pour désigner East Broughton, s'est développé autour de la gare de chemin de fer du Québec Central.

## Chronologie
- 1er janvier 1955 : Création de la municipalité de village d'East-Broughton-Station du détachement du village d'East Broughton et de la paroisse de Sacré-Cœur-de-Jésus.
- 15 mars 1969 : Le village d'East-Broughton-Station fait disparaître les traits d'union de son toponyme, le village prenant le nom d'East Broughton Station.
- 5 janvier 1994 : Le village est annexé à la municipalité de village d'East Broughton.

## Démographie
| 1956  | 1961  | 1966  | 1971  | 1976  | 1981  | 1986  | 1991  |
| ----- | ----- | ----- | ----- | ----- | ----- | ----- | ----- |
| 1 060 | 1 136 | 1 093 | 1 127 | 1 191 | 1 302 | 1 251 | 1 191 |